# Krupatica
Krupatica (Blicca bjoerkna; sinonim Abramis bjoerkna) vrsta je slatkovodne ribe porodice šarana (latinski Cyprinidae), roda deverike (latinski Abramis), reda šaranki (latinski Cypriniformes).
Poznata je i pod nazivima: Platica, Halider, Jurjevčan i Kerekinja.

## Osnovna obilježja
Karakterističnog oblika srebrne ploče, plosnato, visoko tijelo kao i deverika, ali još manje glave i tupih usta. Prosječna im je dužina 20-35 centimetara, težine od 200 do 300 grama, iznimno do 3,6 kilograma, brončano–zelena, sasivim bokovima i bijelim trbuhom. Boja je često sjajnija od uobičajenih deverika. Doživi približno 15 godina.

### Slične ribe po izgledu
Lako se može zamijeniti s deverikom (Abramis brama), pogotovo u mlađim stadijima. Krupatica je nešto deblja s krupnim i svjetlijim ljuskama na bokovima, a peraje su joj na vrhovima žućkasto–narandžaste, dok kod deverike prevladava tamna boja i žuto–zlatna boja ljuski.

## Stanište i ponašanje
U mirnim vodama ili slabim strujama, u jezerima i barama. Živi u velikim jatima. Njezino stanište proteže se u Europi istočno od Francuske pa do Urala, osim Italije i Grčke.

## Način hranjenja
Ove ribe hrane se bentosom (malim mekušcima, ličinkama kukaca, crvima) i planktonom te dijelovima biljaka. Mlađ se hrani zooplanktonom. To je riba s izdužujućim cjevastim ustima koja joj pomažu kod iskapanja hrane.

## Razmnožavanje
Krupatica spolno sazrijeva u dobi od 4 godine. Mriještenje se odvija između svibnja i lipnja. Ženke polažu jajašaca na potopljene obalne biljake. Plodnost krupatice je u rasponu 10.000–80.000 jajašaca po ženki.
Često se križa s drugim vrstama, deverikama, bodorkom ili crvenperkom.
Ekonomski nema veći značaj. Ribari je hvataju zajedno s deverikom i drugom bijelom ribom. Meso je slabije kvalitete.

## Strani nazivi
Silver Bream (engleski); Güster (njemački); Blicca (talijanski); Brema blanca (španjolski); Brème bordelière (francuski); Густера (ruski)

## Vanjske poveznice
|  | Zajednički poslužitelj ima stranicu o temi Krupatica    |
|  | Zajednički poslužitelj ima još gradiva o temi Krupatica |